# Torneo de Moscú 2015
El Kremlin Cup 2015 es un torneo de tenis jugado en canchas duras bajo techo. Es la 26ª edición de la Copa Kremlin, y es parte del ATP World Tour 250 series del ATP World Tour 2015, y es parte del en femenino forma parte de Premier del WTA Tour 2015. Se lleva a cabo en el Estadio Olímpico de Moscú, Rusia, del 19 de octubre al 25 de octubre de 2015.

## Cabezas de serie

### Individual masculino
| Tenista               | Ranking | N.º |
| Marin Čilić           | 12      | 1   |
| Roberto Bautista Agut | 23      | 2   |
| Viktor Troicki        | 24      | 3   |
| Philipp Kohlschreiber | 31      | 4   |
| Pablo Cuevas          | 35      | 5   |
| Borna Ćorić           | 40      | 6   |
| João Sousa            | 45      | 7   |
| Mikhail Kukushkin     | 50      | 8   |

- Los cabezas de serie, están basados en el ranking ATP del 12 de octubre de 2015.

### Dobles masculinos
| Tenista                       | Ranking | Preclasificada |
| Philipp Oswald Adil Shamasdin | 116     | 1              |
| Sergey Betov Mikhail Elgin    | 142     | 2              |
| Aliaksandr Bury Denis Istomin | 156     | 3              |
| Rameez Junaid Igor Zelenay    | 161     | 4              |

### Individual Femenino
| Tenista                   | Ranking | Preclasificada |
| Agnieszka Radwańska       | 6       | 1              |
| Lucie Šafářová            | 7       | 2              |
| Flavia Pennetta           | 8       | 3              |
| Angelique Kerber          | 9       | 4              |
| Carla Suárez Navarro      | 13      | 5              |
| Karolína Plíšková         | 15      | 6              |
| Irina-Camelia Begu        | 25      | 6              |
| Anna Karolína Schmiedlová | 26      | 8              |

- Los cabezas de serie, están basados en el ranking ATP del 12 de octubre de 2015.

### Dobles femeninos
| Tenista                             | Ranking | Preclasificada |
| Anna-Lena Grönefeld Alicja Rosolska | 70      | 1              |
| Irina-Camelia Begu Monica Niculescu | 77      | 1              |
| Andreja Klepač Kateřina Siniaková   | 86      | 3              |
| Lyudmyla Kichenok Olga Savchuk      | 102     | 4              |

## Campeones

### Individual Masculino
Marin Čilić venció a  Roberto Bautista Agut por 6-4, 6-4

### Individual femenino
Svetlana Kuznetsova venció a  Anastasia Pavlyuchenkova por 6-2, 6-1

### Dobles Masculino
Andréi Rubliov /  Dmitry Tursunov vencieron a  Radu Albot /  František Čermák por 2-6, 6-1, [10-6]

### Dobles femenino
Daria Kasátkina /  Yelena Vesnina vencieron a  Irina-Camelia Begu /  Monica Niculescu por 6-3, 6-7(7), [10-5]